# Szytki
Szytki – wieś w Polsce położona w województwie lubelskim, w powiecie parczewskim, w gminie Parczew. W latach 1929–72 w granicach Parczewa.
Wieś stanowi sołectwo w gminie Parczew. 

## Historia
1 kwietnia 1929 Szytki (3 ha 4.520 m²) wyłączono z gminy Tyśmienica i włączono je do Parczewa.
1 stycznia 1973 Szytki wyłączono ponownie z Parczewa i włączono je do nowo utworzonej gminy Parczew.
W latach 1975–1998 miejscowość administracyjnie należała do województwa bialskopodlaskiego.